# Nchenachena
Der Nchenachena ist ein Berg auf dem Nyika-Plateau in Malawi von 2319 Metern Höhe. Das Plateau ist ein Naturpark, der vom Tourismus lebt. Der Nchenachena ist einer der höchsten Gipfel des Plateaus. Weitere Gipfel des Plateaus sind der Nganda mit 2606 Metern und der Chelinda mit 2383 Metern.